# Marek Žežulka
Marek Žežulka (* 7. března 1974 Praha) je český hudebník, hráč na bicí.
Již v 17 letech, v roce 1991, se stal členem skupiny Arakain, z níž odešel v roce 2005. Hrál také v Kritické situaci, se kterou nahrál v roce 1996 legendární EP Forgiveness (Odpuštění). Od roku 2003 hraje v kapele Divokej Bill, hrál také v black metalové kapele Törr. Účinkoval též v Rockquiem – rockové úpravě díla W. A. Mozarta Requiem.
Marek Žežulka je firemním hráčem značky Zildjian a Gretsch. Používá bicí sadu New Classic a činely řady „A Custom“ a „Z Custom“.